# Francis Maseres
Francis Maseres   (Londres, 15 de desembre de 1731 - Reigate, 19 de maig de 1824) fou un matemàtic i polític anglès del segle xviii conegut sobretot pels seus llibres de text.

## Vida
Els pares de Maseres eren francesos protestants que van abandonar França en revocar-se l'Edicte de Nantes. El seu pare era metge, prou reconegut a Londres.
Després de l'escola, el 1748, Maseres juntament amb el seu germà Peter, van ingressar al Clare College de la universitat de Cambridge, on van obtenir el seu títol el 1752, essent Francis un dels alumnes més premiats de la seva promoció. L'any 1755 va obtenir el grau de magister. El 1750 havia ingressat al Inner Temple on es va qualificar el 1758, exercint d'advocacia durant uns anys.
El 1766 va ser nomenat fiscal general de la província de Quebec, càrrec que va mantenir fins al 1769, i que va ser el motiu del seu interès pels assumptes colonials, tot i mantenir fortes discrepàncies amb el governador general de la província, Guy Carleton, qui el considerava massa anticatòlic.
En retornar a Londres, va ser nomenat cursitor baron (primer administrador) del Exchequer (el ministeri de finances), càrrec que va mantenir fins a la seva mort als 93 anys.

## Obra

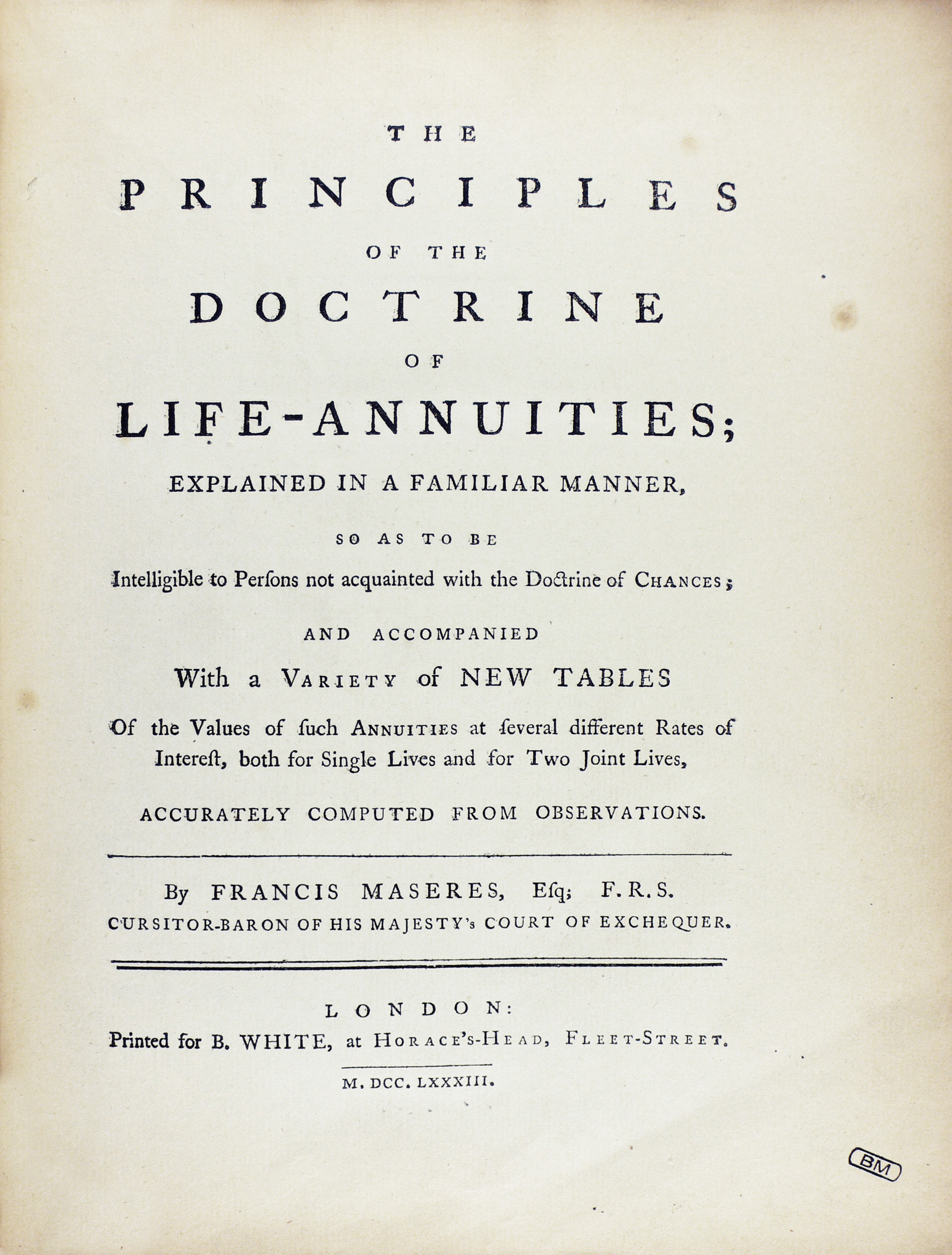
The principles of the doctrine of life-annuities, 1783.

### Matemàtiques
La seva obra matemàtica no solament està mancada d'originalitat, sinó que, a més, les seves obres van tenir una desafortunada influència en l'ensenyament de les matemàtiques durant unes quantes dècades.
L'exemple més clar es troba en el seu rebuig dels nombres negatius per ser "buits de contingut real" en la seva opinió. En el seu llibre A Dissertation on the Use of the Negative Sign in Algebra (Londres, 1758), argumenta que l'aritmètica no té el mateix rigor que la geometria perquè s'ha introduït en aquella el concepte de quantitat negativa i que els signes {\displaystyle +} i {\displaystyle -} que s'utilitzen davant els nombres no són més que sense-sentits i argot incomprensible.
Una mica més d'interès tenen les seves taules logarítmiques (Scriptores Logarithmici, 1791-1807) i els seus estudis de teoria de la probabilitat, entre els que es poden citar: A proposal for establishing life-annuities in parishes for the benefit of the industrious poor (Londres, 1772), Principles of the Doctrine of Life Annuities explained in a familiar manner (Londres, 1783) i The Doctrine of Permutations and Combinations (Londres, 1795) que no és més que una traducció de l'Ars Conjectandi de Bernoulli.

### Política
De la seva experiència al Quebec, va sorgir un interès pels temes colonials als que va dedicar els següents tractats:
- Considerations on the expediency of admitting Representatives from the American Colonies to the House of Commons (1770)[10]
- Account of the Proceedings of British and other Protestants of the Province of Quebec to establish a House of Assembly (1775)[11]
- The Canadian Freeholder, a Dialogue shewing the Sentiments of the Bulk of the Freeholders on the late Quebeck Act (1776–1779)[12]

També fruit del seu interès per la història va escriure:
- Select Tracts on Civil Wars in England, in the Reign of Charles I (1815)